# 西洋接骨木
西洋接骨木（学名：Sambucus nigra）为五福花科接骨木属的植物。原產於歐洲和北美洲，後來人工引種到世界其他地區。
其种加词“nigra”意为“黑色的，暗色的”。

## 形态
落叶乔木或大灌木，达4-10米，幼枝具纵条纹，空心
。二年生枝黄褐色，具明显突起的圆形皮孔；髓部发达，白色。

### 叶
羽状复叶有小叶1-3对，通常2对，具短柄，椭圆形或椭圆状卵形，长4-10cm，宽2-3.5cm，顶端尖或尾尖，边缘具锐锯齿，基部楔形或阔楔形至钝圆而两侧不等，揉碎后有恶臭，中脉基部、小叶柄基部及叶轴均被短柔毛；托叶叶状或退化成腺形。

### 花
圆锥形聚伞花序分枝5出，平散，直径12cm；花小而多；萼筒长于萼齿；花冠黄白色，裂片长矩圆形；雄蕊花丝丝状，花药黄色；子房3室，花柱短，柱头3裂。花期4-5月，有特殊的香味。
西洋接骨木的花可以用于饮料的调味，例如：接骨木口味的汽水、糖浆或香槟。制作时，把花放进糖溶液数天。糖溶液会吸收接骨木花的香气。然后把花过滤掉。

### 果实
果熟期7-8月。果实亮黑色，直径3～5毫米，有轻微的毒性，生吃可能会导致呕吐或腹泻，因此要煮熟后才能食用。

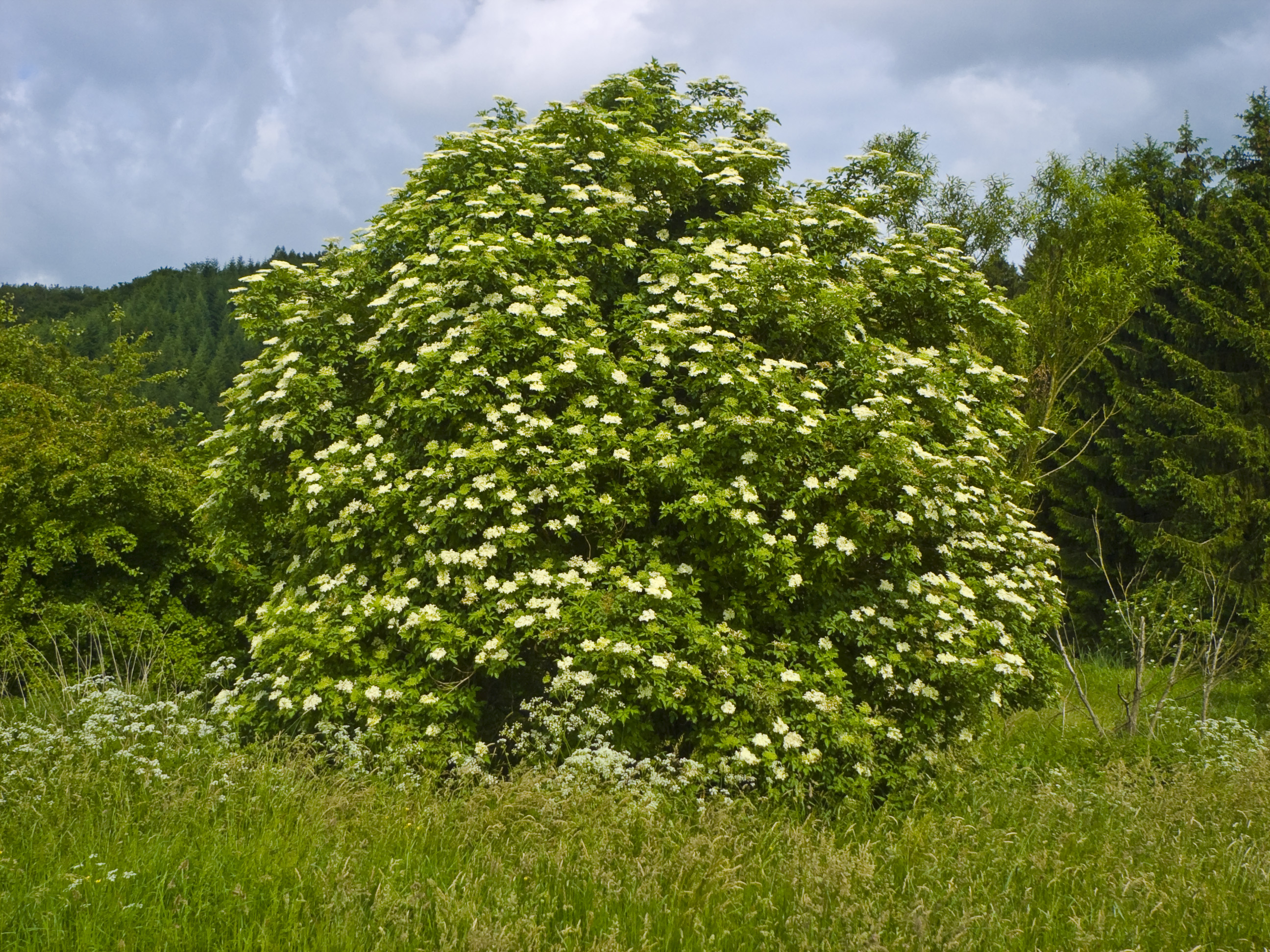
植株
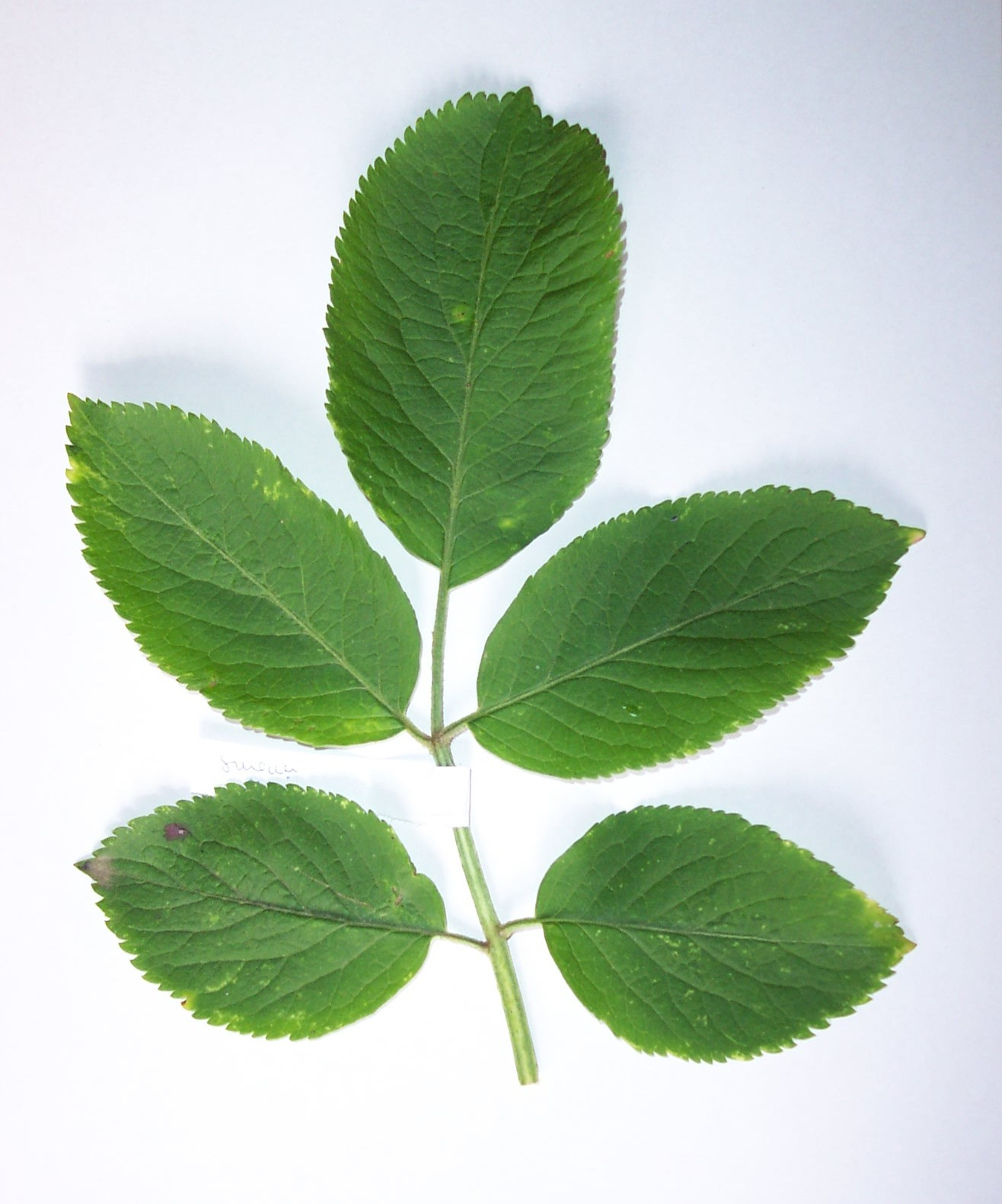
叶
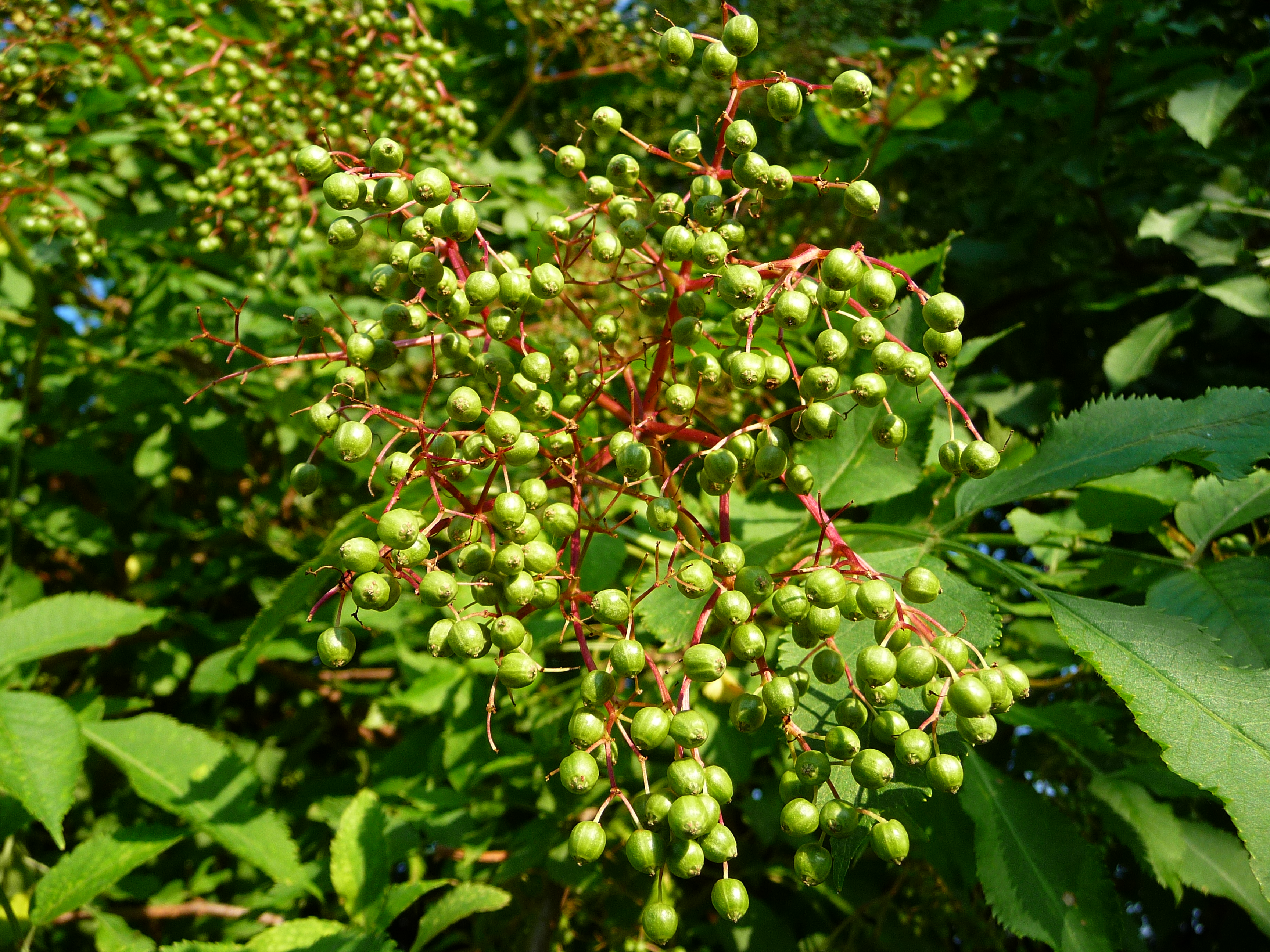
未成熟漿果
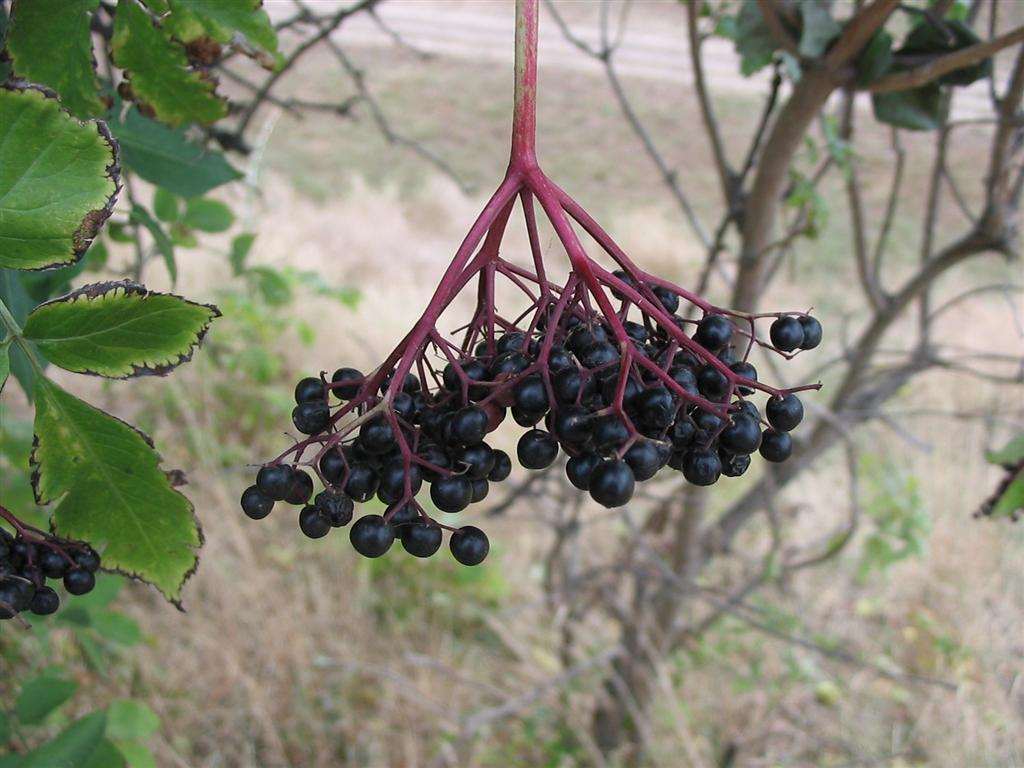
漿果

## 分布

西洋接骨木在欧洲的分布

西洋接骨木原產於歐洲，遠至土耳其，整個不列顛群島都很常見。

## 用途
西洋接骨木含接骨木花色素苷，花色素葡萄糖苷，氰醇苷（canogenlc glucosides），环烯醚萜苷（iridoid glucoside），和莫罗忍冬苷（morroniside）等化学成分。西洋接骨木与接骨木、毛接骨木的茎枝同为中药接骨木的基原。
中药接骨木有促进发汗、抗炎症、利尿，具有改善花粉症、治疗风湿、活血接骨、消肿痛风等功效。
庭园内有时栽作观赏树。欧洲以之做饮料。

## 文學
在英國著名奇幻小說《哈利波特》中，傳說中三大死亡圣器其中之一接骨木魔杖，就是死神用西洋接骨木搭配夜骐尾羽杖芯製作的，威力巨大，可以轻松施展高强度咒语，如原主人被打败其使用权将易主，是最无情的魔杖。